# 池田港 (香川県)

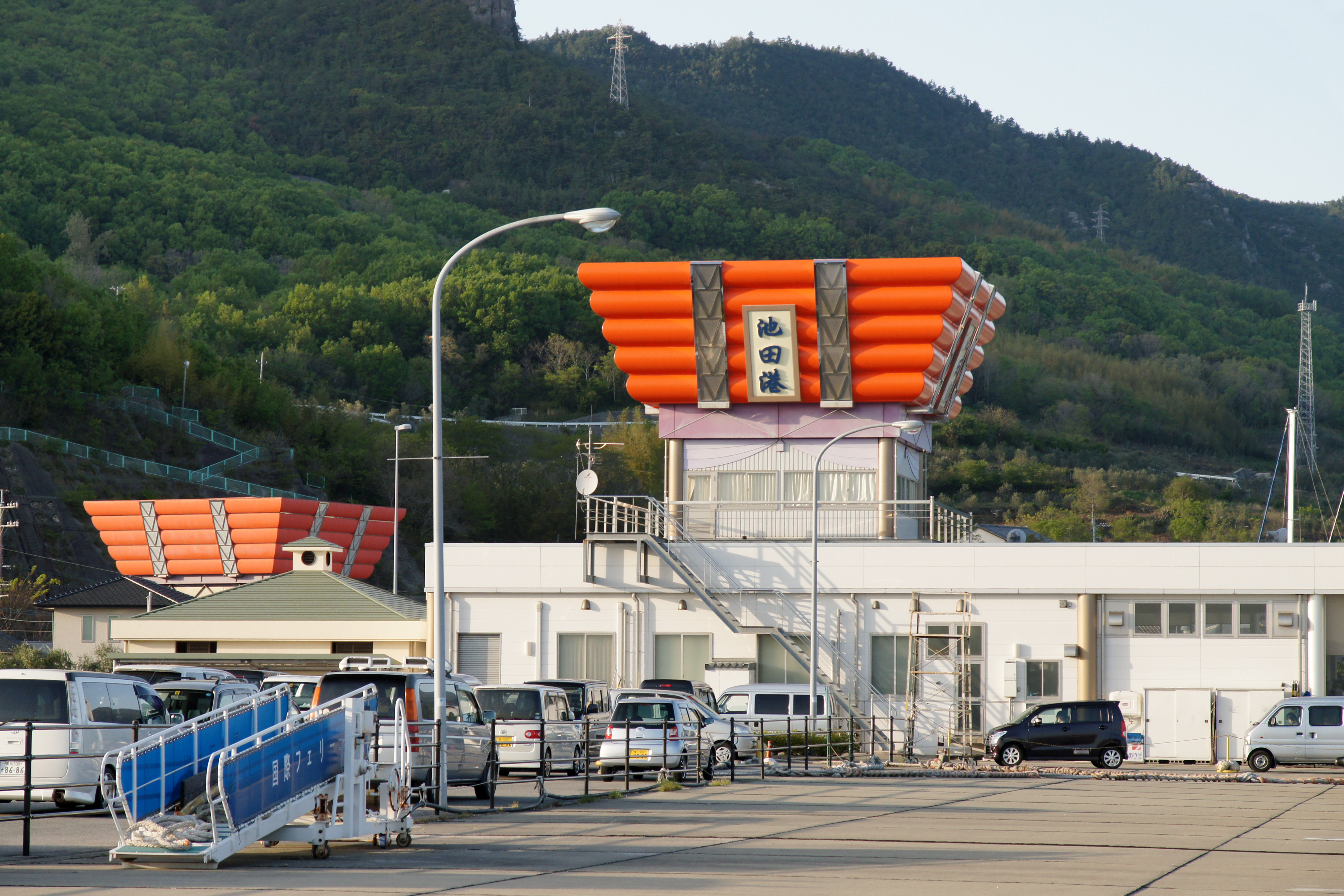
フェリーターミナルビル

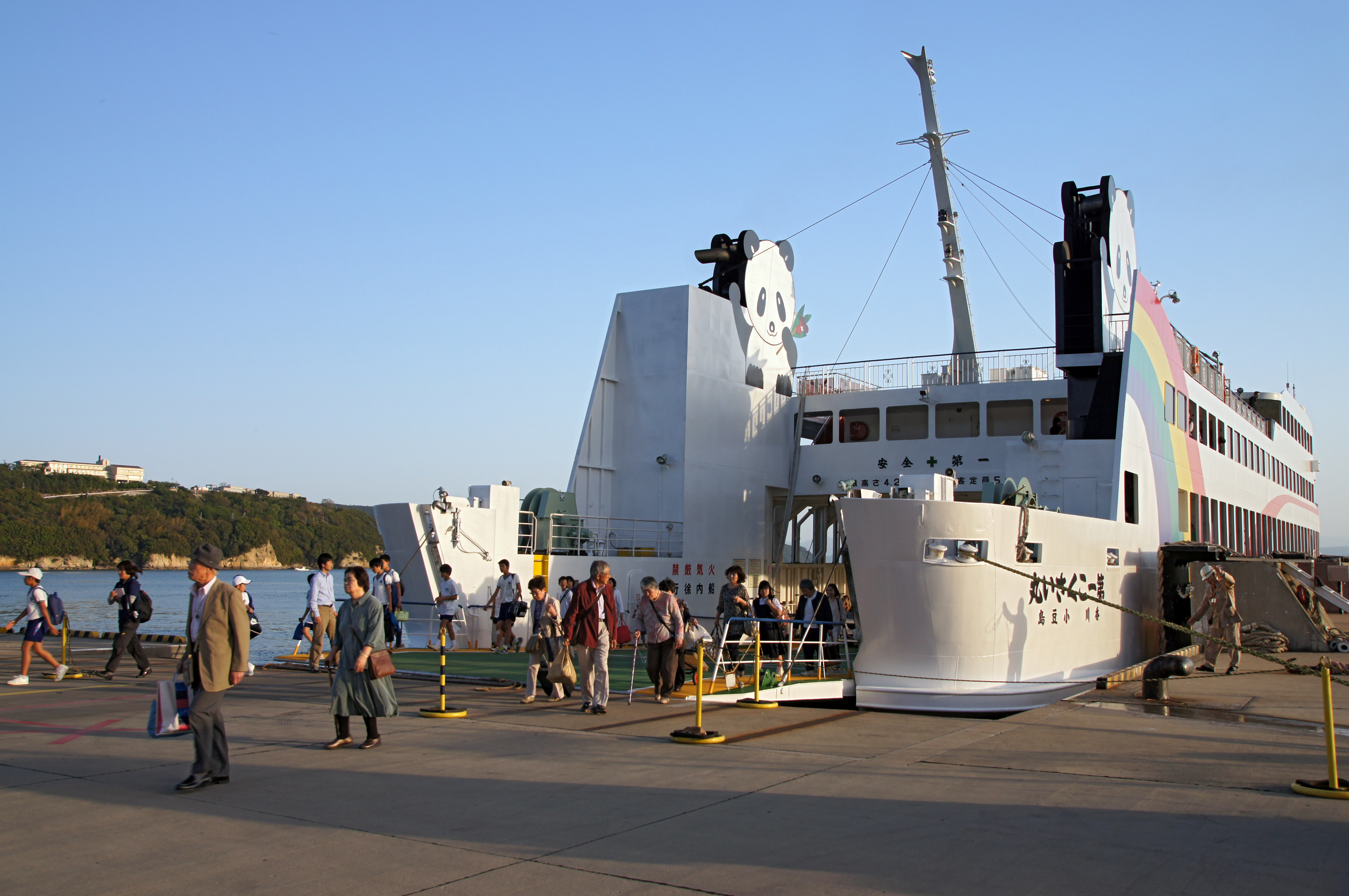
接岸する第一こくさい丸

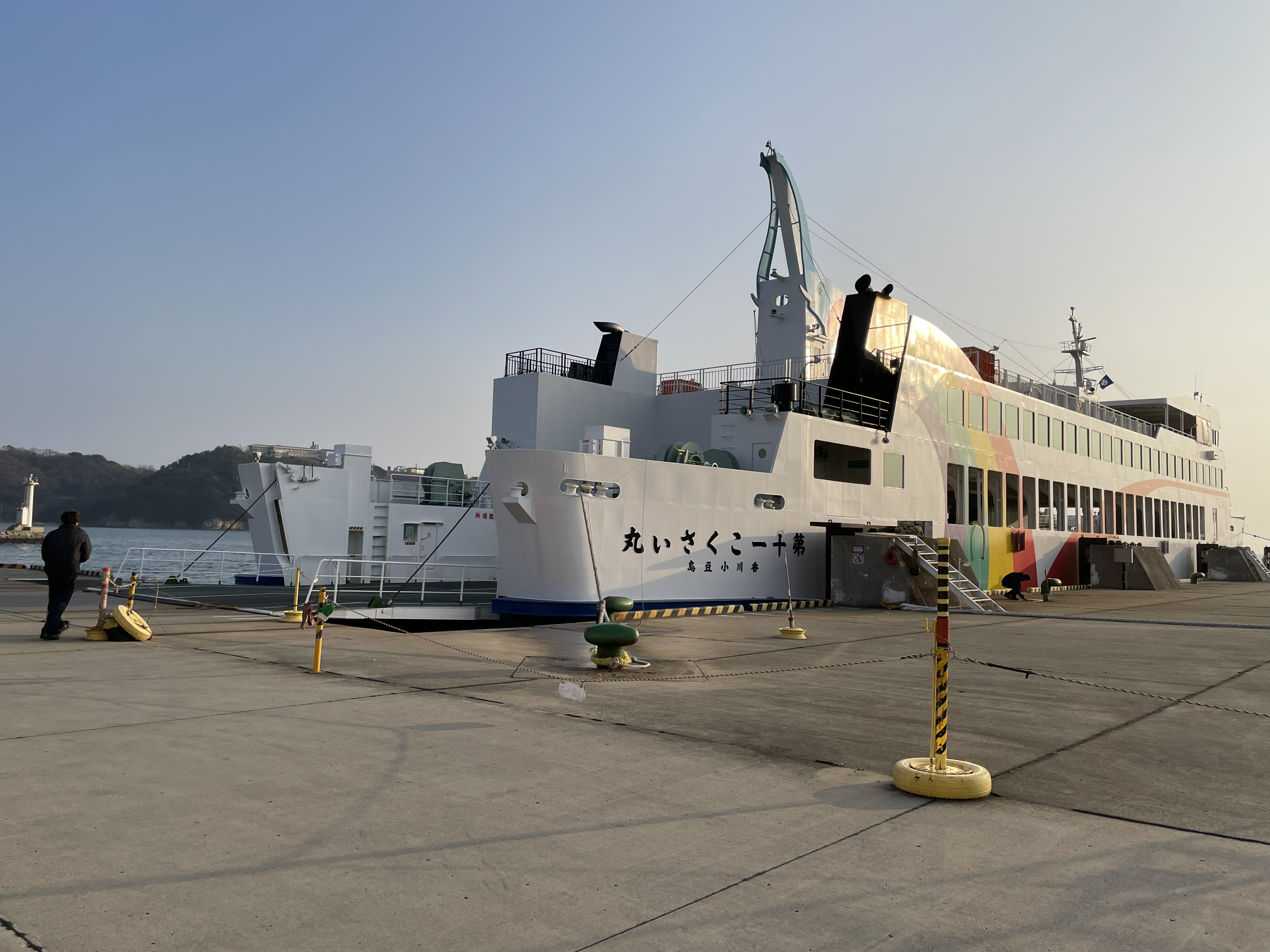
接岸する第十一こくさい丸

池田港（いけだこう）は香川県小豆島町にある港。フェリー定期便が発着する小豆島の主要港湾の一つで、小豆島の南海岸は池田湾に突き出た飛岬と沖の鼻の間に位置する。港の西側はフェリーターミナルと公園で、東側は小型船舶の係留場となっている。

## 定期航路
- 高松港（サンポート高松） - 所要時間60分
  - 国際両備フェリー 11便/日
    - 就航船舶
      - 第一こくさい丸(パンダ) - 696.0総トン
      - 第十一こくさい丸(しまぞう) - 1213総トン

## 施設
各施設は1996年から2001年まで船舶の大型化等に対応するための拡張・改修工事が施された。
- フェリーターミナル
  - ターミナルビル - 秋祭りの太鼓台を模した外観
  - フェリー岸壁 - 120メートル、水深4.5メートル
- ビジターバース （浮桟橋） - 39メートル×2
- 公園 - 池田港のシンボル・カエルの人魚像、小豆ふれあい産直市場、遊具

## 交通アクセス
- 土庄港から小豆島オリーブバスで約15分

## 周辺
- 池田の桟敷（重要有形民俗文化財）
- 城山
- 小豆島オリーブ公園
- 醤の郷